# Fröhliche Weihnachten mit Frank
Fröhliche Weihnachten mit Frank war eine Fernsehsendung der ARD und des Mitteldeutschen Rundfunks (MDR), die von 1992 bis 2019 von Frank Schöbel moderiert wurde. Die Idee stammte von Peter Lorenz unter Mitwirkung von Schöbel selbst. Die stets 60-minütigen Sendungen wurde jedes Jahr an Heiligabend im MDR gesendet.

## Inhalt
1992 bat der MDR-Unterhaltungschef Udo Foht die in der DDR erfolgreiche Weihnachtssendung Weihnachten in Familie fortzuführen und so konzipierten er und Peter Lorenz ein Konzept, das eben 1992 erstmals auf Sendung ging. 1993 hatte die Sendung die bis dahin höchste jemals gemessene Einschaltquoten im Mitteldeutschen Rundfunks (MDR).
Inhalt der Sendung waren Auftritte von Stars der Pop- und Schlagermusik, die nationale und internationale Weihnachtslieder präsentieren und Spielszenen mit Frank Schöbel als Weihnachtsmann und Helga Piur als Frau Holle. Prominente Gäste dieser Sendung waren unter anderem Helene Fischer, Florian Silbereisen, Lena Valaitis, Isabel Varell, Gaby Baginsky, Andreas Holm, Thomas Lück, Herbert Köfer, Inka Bause, Achim Mentzel, Maite Kelly, Kerstin Ott, Eloy de Jong oder Vincent Gross. 2019 wurde die letzte Ausgabe gesendet. 2020 wurde am ersten Weihnachtsfeiertag mit Die schönsten Momente ein Special mit allen Ausschnitten aus den vergangenen Sendungsausgaben gezeigt.

## Gäste in den Sendungen
Die Gäste sind Fernsehserien.de entnommen worden. Die Auflistung beginnt daher erst 2006, da zuvor keine Daten über die Gäste erfasst wurden und die Sendungen vor 1999 fehlen.
| Gäste | Jahr |
| --- | ---- |
| Hanns-Peter Schöbel, Helene Fischer, Gaby Baginsky, Andreas Holm, Thomas Lück, Helga Piur | 2006 |
| Inka Bause, Dana Winner, Wildecker Herzbuben, Achim Mentzel, Katja Kaye, Lena und Hans-Laurin Beyerling, Helga Piur | 2007 |
| Wolfgang Lippert, Tony Marshall, Rosanna Rocci, Veronika Fischer, Helga Piur | 2008 |
| Chris Doerk, Dominique Lacasa, Gerd Christian, Marshall & Alexander, Medlz, Helga Piur | 2009 |
| Lena Valaitis, Isabel Varell, Michael Hirte, Hartmut Schulze-Gerlach, Helga Piur, Peter Lorenz | 2010 |
| Stefanie und Eberhard Hertel, Linda Feller, Uwe Busse, Nik P., Helga Piur | 2011 |
| Aurora Lacasa, Dominique Lacasa, Linda Hesse, Olsen Brothers, Stefan Mross, Maybebop, Helga Piur | 2012 |
| Francine Jordi, Petra Zieger, Johnny Logan, Bernhard Brink, Wolfgang Lippert, Dominique Lacasa, Diana Sorbello, Puhdys | 2013 |
| Florian Silbereisen, Semino Rossi, Ute Freudenberg, Aurora Lacasa, Nina Lizell, Maria Levin, Peter Lorenz, Mario Rühl, Helga Piur | 2014 |
| Mary Roos, Annett Louisan, Angelika Mann, Ross Antony, Paul Reeves, Olaf, der Flipper, Maxi Arland, Anna-Maria Zimmermann, Jan Smit, Helga Piur                                                                                      | 2015 |
| Beatrice Egli, Fantasy, Franziska Wiese, Frank Zander, Michael Hirte, Dominique Lacasa, Olaf Berger, Helga Piur | 2016 |
| Maite Kelly, Julia Lindholm, Hein Simon, Eloy de Jong, Wolfgang Ziegler, Dominique Lacasa, Tatjana Meissner, Mario Rühl, Peter Lorenz, Franziska Wiese, Maria Voskania, Tänzerinnen der Staatlichen Ballettschule Berlin, Helga Piur | 2018 |
| Kerstin Ott, Monika Herz, Marie Wegener, Hartmut Schulze-Gerlach, Gerd Christian, Andreas Holm, Vincent Gross, Helga Piur | 2019 |